# Гебраизм (общественное движение)
Гебраизм (от греч. Hebraeus — «еврей») — движение еврейской общественности, выдвигавшее в качестве единственного языка евреев древнееврейский язык (иврит) и отрицавшее возможность строительства национальной культуры на базе какого-либо иного языка. Одной из основных сфер приложения гебраизма, где ему противостоял идишизм, был вопрос о языке преподавания в еврейской школе.
Еврейский писатель Шолом-Алейхем в памфлете «Идишизм и гебраизм» писал: «Они обзывали друг друга, они спорили и ругались, ругались и спорили; идишисты кричали: „Идиш!“ — гебраисты кричали: „Иврит!“ Всё это они кричали на идише». Это происходило потому, что ругаться на иврите того времени, в отличие от современного иврита, было невозможно.
Гебраизм возник в рамках развития идей еврейского просвещения, а его практическое воплощение в области образования формировались под сильным влиянием европейских педагогических идей XIX века. Сторонники гебраизма назывались гебраистами, однако основное значение для этого слова — специалисты в области изучения иврита.
Хотя развитие литературы на иврите и создание современной культуры на иврите началось в Европе и продолжалось и в Европе и в США, многие сторонники гебраизма примкнули к сионистскому движению, и наибольшее развитие борьба за иврит, как язык строительства национальной культуры, получила в османской, а затем подмандатной Палестине вслед за развитием сионизма.
Хотя не все сионисты были гебраистами, в результате «Войны языков», идишизм в Эрец-Исраэль полностью проиграл, и иврит стал единственным общим языком еврейского населения, впоследствии — официальным языком государства Израиль.
На территории Российской Империи в течение нескольких лет после революции 1917 года приобрело большой размах движение за создание новой еврейской культуры и новой еврейской национальной школы, что обострило борьбу между гебраизмом и идишизмом.
В СССР, в рамках классового подхода, противостояние гебраистов и идишистов рассматривалось как борьба между еврейской национальной средней и мелкой буржуазией, и с приходом сторонников идишизма на руководящие посты в системе просвещения иврит был исключен из сферы образования. В 1919 году было запрещено преподавание иврита, изъяты книги, закрыты издательства и издания на этом языке.
Одним из заметных начинаний была основанная в 1910‑х основанная на идеях Фрёбеля система детских садов с преподаванием на иврите, где воспитательницы-«фребелички» обучали детей без языка-посредника, говоря с ними только на иврите; в дальнейшем этот же метод стал применяться и в школах.
Одним из видных деятелей гебраизма является Элиэзер Бен-Йехуда, чья работа по возрождению иврита, как разговорного языка, способствовала созданию в Эрец-Исраэль первых учебных заведений с преподаванием на иврите.